# Мир как воля и представление
Мир как воля и представление (нем. Die Welt als Wille und Vorstellung) — центральная работа немецкого философа Артура Шопенгауэра. Первое издание было опубликовано в декабре 1818 года (датировано на титульной странице 1819 годом). Второе, в двух томах — в 1844: первый том — исправленная редакция первого издания, а второй том — оригинальная работа, состоявшая из пояснений к идеям, заложенным в первом томе. Третье, расширенное издание, появилось в 1859, за год до смерти Шопенгауэра. В 1948 году вышла сокращенная версия под редакцией Томаса Манна.
Летом 1813 Шопенгауэр представил в Йенский университет докторскую диссертацию «О четверояком корне закона достаточного основания. Философский трактат» и был заочно удостоен докторской степени. Следующую зиму он провел в Веймаре, затем переехал в Дрезден, где в 1816 опубликовал трактат «О зрении и цвете». Шопенгауэр посвятил последующие годы работе над своим главным трудом. Шопенгауэр утверждал, что назначение этой работы во всестороннем рассмотрении «единственной идеи». Он разработал свою философскую систему, состоящую из четырёх разделов: эпистемология, онтология, эстетика и этика.
В 1897 году работа вышла в Санкт-Петербурге, издание А. С. Суворина, в переводе Ф. В. Вишневского (Черниговца).

## Связь с предыдущими философскими работами

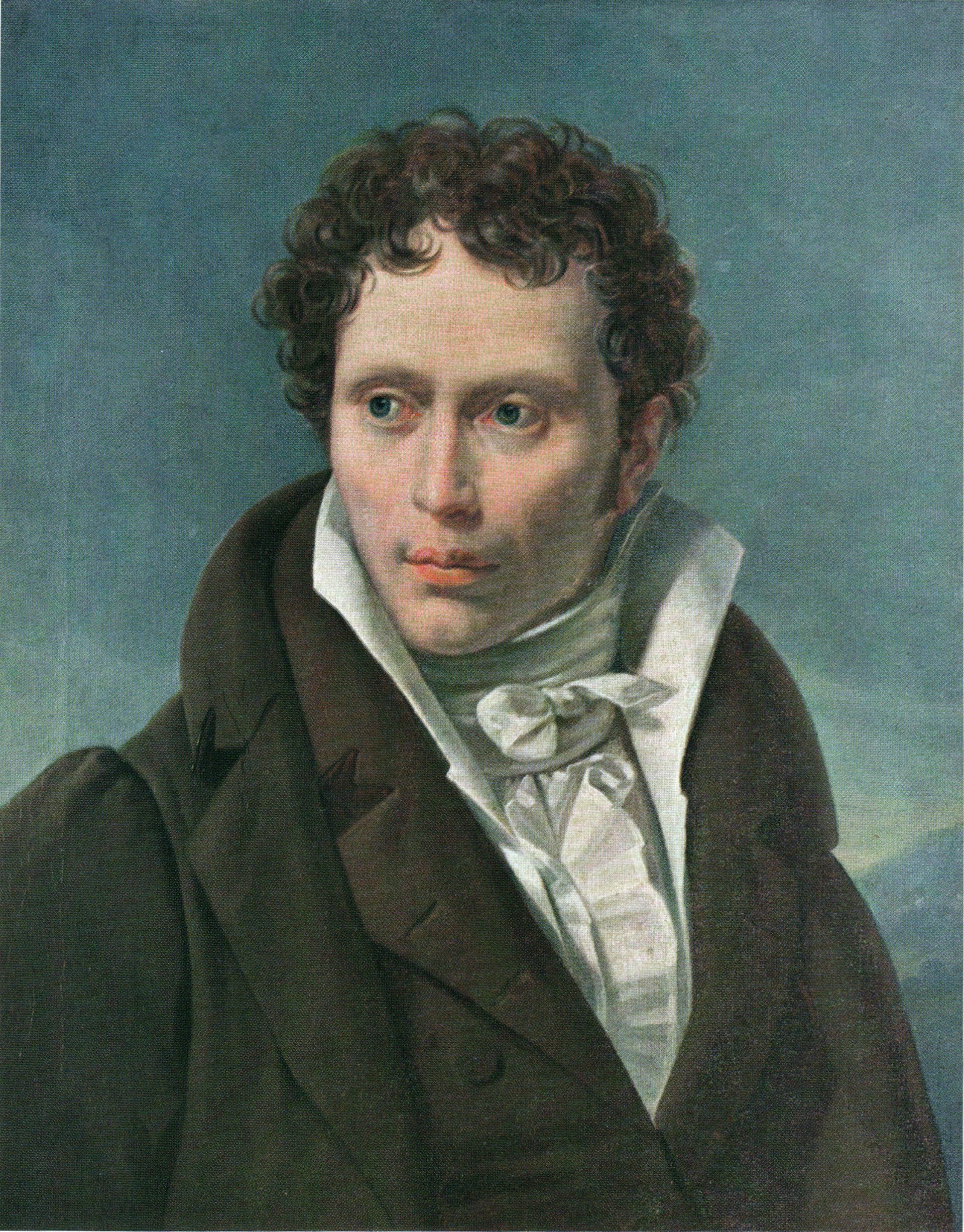
Портрет 29-летнего Артура Шопенгауэра кисти Л. Руля

Основная часть работы, как указано в начале книги, предполагает предварительное знакомство с теориями Иммануила Канта. Шопенгауэр рассматривается многими как более верный сторонник метафизической системы трансцендентального идеализма Канта, чем любой другой из последующих немецких идеалистов.
Как бы то ни было, книга содержит приложение, озаглавленное как «Критика философии Канта», в которой отвергается кантианская этика и значительная часть кантианской эпистемологии и эстетики. Шопенгауэр требует ознакомления со своим приложением перед чтением самой книги, хотя оно не содержится в самой книге, а появилось ранее под названием «Четырехкратный корень принципа достаточного основания». Он также утверждает во вступлении, что читатель будет достаточно подготовлен для его теории, если будет знаком с платоновской школой или индийской философией. Шопенгауэр считает, что Кант игнорировал внутренний опыт, постигаемый через волю, наиболее важную форму опыта. Шопенгауэр видит человеческую волю как наше единственное окно в мир за пределами репрезентации; кантианской вещи в себе. Он считает, что получение знания о вещи в себе возможно. Кант иногда утверждал, что это невозможно, поскольку остальные отношения между представлением и вещью в себе можно понять по аналогии с отношениями между человеческой волей и телом. Согласно Шопенгауэру, весь мир — это представление единой Воли, в которой наши индивидуальные воли являются феноменами. Таким образом, его метафизика выходит за пределы, установленные Кантом, но не заходит так далеко, как у предшествовавших Канту основателей рационализма. Шопенгауэр отказывается также от одиннадцати из двенадцати категорий Канта, утверждая, что только причина имеет важное значение. Материя и причинность поняты им как единение времени и пространства, а потому эквивалентны. Шопенгауэр часто опирался на Платона в развитии своей теории, в частности, в контексте эстетики он говорит о платоновском эйдосе как о существующей на промежуточном онтологическом уровне между Представлением и Волей.

## Создание работы и её структура
Формирование мировоззрения Шопенгауэра приходится на самое начало его карьеры (1814—1818) и обретает окончательные очертания в первой книге «Воли и представления», опубликованной в 1819. Первая книга состояла из четырёх томов, посвященных эпистемологии, онтологии, эстетике и этике. Значительно позднее, в 1844, Шопенгауэр публикует второе издание в двух томах, первый том — перепечатка предыдущего издания, а второй — новая работа, состоявшая из пояснений и дополнительных размышлений о первой части. Его взгляды не претерпели существенных изменений.
Шопенгауэр утверждает в предисловии к первому изданию что все, что «Мир как воля и представление» должен сообщить читателю, «заключается в одной единственной мысли.» И поэтому «строй целого — органический, а не похожий на звенья цепи», так что «каждая предыдущая часть почти так же предполагает последующую, как последующая — первую.» И четыре главных раздела работы служат «как бы четырьмя точками зрения [Gesichtspunkte] на одну мысль.»
Поэтому Шопенгауэр настаивает, что для понимания изложенной единой мысли «нет иного пути, как прочесть эту книгу два раза, и притом в первый раз с большим терпением.» Шопенгауэр описывает структуру книги в следующем пассаже (Книга IV, глава 54):
Я сказал уже, что все это сочинение представляет собой лишь развитие единой мысли; отсюда следует, что все его части теснейшим образом связаны между собою и не только каждая необходимо соотносится с предыдущей и прежде всего ее предполагает в памяти читателя… , но и каждая часть всего произведения родственна каждой другой и ее предполагает. …Хотя расчленение нашей единой мысли на многие соображения и составляет единственное средство для ее передачи, но для самой мысли это не существенная, а только искусственная форма. Чтобы облегчить изложение и сделать его понятнее, материал разделен, с четырех главных точек зрения, на четыре книги, и все родственное и однородное тщательно связано между собою; однако само содержание не допускает прямолинейного хода мысли (как это бывает в исторических работах), а делает необходимым более извилистый путь и потому требует неоднократного изучения книги: только это позволит уяснить связь каждой части с любой другой, и лишь все они, взятые вместе, полностью освещают одна другую.
Запоздалая известность после 1851 стимулировала новый интерес к его главной работе, что привело к третьей и окончательной редакции (добавлено 136 страницы) в 1859, за год до смерти. В предисловии к последней редакции, Шопенгауэр отметил: «И я, наконец, все-таки пришел и имею удовлетворение в конце своего жизненного поприща видеть начало моего влияния, и я уповаю, что оно, согласно старому правилу, будет длиться тем дольше, чем позже оно наступило.».

## Воля
Шопенгауэр использовал слово «воля» как наиболее известное описание концепции, которую можно обозначить также словами «вожделение», «стремление», «желание», «усилие», «призыв». Философия Шопенгауэра придерживается того, что вся природа, включая человека, — это выражение ненасытной «воли к жизни». Именно благодаря этому «желанию жить» человечество страдает. Желание большего — причина ещё больших страданий.

## Представление
Он использует слово «представление» Vorstellung, в значении производимой в уме идеи, образа или любого объекта пережитого, как находящегося снаружи по отношению к внутреннему разуму. Это переводилось как «идея» или «представление». Концепция включала в себя представление о наблюдении собственного тела. Шопенгауэр называл тело субъекта «непосредственным объектом», благодаря максимальной близости его к разуму, находящемуся в мозге.

## Содержание

### Книга 1 (эпистемология)
О мире как представлении. Первое размышление: представление, подчиненное закону основания: объект опыта и науки
Понятие «воли» у Шопенгауэра связано с кантианским понятием «вещи в себе», которую Кант считал фундаментальной реальностью, стоящей за представлением, предоставленным восприятием, которому не хватает формы.
Кант полагал, что пространство, время, причинность, и множество других подобных феноменов имеющих определённые формы, данные миром, накладываясь на человеческий разум, создают представление, и это наложение исключено из «вещи в себе». Шопенгауэр указывал на то, что ничто помимо времени и пространства не может быть определено, следовательно «вещь в себе» должна быть одной и всеми вещами которые существуют, включая человечество, должна быть частью фундаментального единства. Наш внутренний опыт должен быть проявлением области ноумена, и воля — это внутреннее ядро каждого существа. Всё знание, полученное от объектов, ссылается на само себя, так мы распознаем ту же волю в других вещах как и внутри себя.

### Книга 2 (онтология)
О мире как воле. Первое размышление: объективация воли
Во второй книге электричество и гравитация описаны как фундаментальные силы «воли». Знание — это нечто изобретенное служить «воле» и представлено оно как в людях, так и в животных. Фундаментальная природа вселенной и всё в ней видится как эта воля. Шопенгауэр представляет пессимистическую картину, в которой не исполненные желания являются болезненными, а удовольствия — это просто ощущения, испытанные в определённый момент, когда боль уходит. Так или иначе, большинство желаний никогда не исполняются, а те, которые исполняются, немедленно замещаются не исполненными.

### Книга 3 (эстетика)
О мире как представлении. Второе размышление: представление, независимое от закона основания: платоновская идея: объект искусства
Как и во многих других эстетических теориях, Шопенгауэр концентрируется на концепции гения.
Согласно философу, гениальностью обладают все люди в той или иной степени, и она состоит в способности к эстетическому опыту. Эстетическое переживание происходит когда человек воспринимает объект, но понимает не сам объект, а его платоновскую идею.
Человек может потерять себя в объекте созерцания на короткое время, вырваться из порочного круга невыполнимого желания, став «чистым субъектом воли меньше знать». Те, кто имеют высокую степень гениальности, могут научиться сообщать эти эстетические переживания другим, а объекты, которые сообщают это переживание — произведения искусства.
Основываясь на этой теории, Шопенгауэр рассматривал голландский натюрморт как лучший вид живописи, поскольку он заставляет зрителя видеть прекрасное в обычных, бытовых предметах. Однако он резко критиковал изображения обнаженного женского тела и приготовления еды, как стимулирующие желание и препятствующие получению зрителем эстетического опыта и становления «чистым субъектом воли меньше знать».
Музыка также занимала привилегированное место в эстетике Шопенгауэра, так как он полагал, что она имеет отношение к воле. Там, где другие искусства являются имитацией воспринимаемых вещей, мир музыки является прямой копией воли.

### Книга 4 (этика)
О мире как воле. Второе размышление: утверждение и отрицание воли к жизни при достигнутом самопознании
Шопенгауэр предполагал в этой книге установить чисто описательную часть о человеческом этическом поведении, в котором он выделил два типа: утверждение и отрицание воли. Согласно Шопенгауэру Воля (великая Воля, которая есть вещь в себе, а не индивидуальные воли людей и животных, которые являются феноменами Воли) конфликтует с эгоизмом, которым наделен каждый человек или животное. Сострадание возникает из трансцендентности этого эгоизма (проникновение иллюзорного восприятия личности, благодаря которому можно сопереживать другому) и может служить ключом к возможности выхода за пределы желания и воли. Шопенгауэр категорически отвергал существование «свободы воли» в общепринятом смысле, и только предвещал, что воля может быть выпущена или отвергнута, но не может быть изменена, и является корнем цепи причинности детерминизма. Его похвала аскетизму привела к высоким размышлениям о буддизме, веданте, о некоторых монашеских орденах и аскетической практике католицизма. Он выражал презрение протестантизму, иудаизму и исламу, которые описывал как оптимистические, лишенные метафизики и жестокие к животным. По словам Шопенгауэра, глубокая истина заключается в том, что в случаях чрезмерного утверждения Воли, когда один человек выказывает свою волю не только для собственного исполнения, но для ненадлежащего господства над другими, он не понимает, что на самом деле является идентичным тому человеку, которому вредит, то есть в этом случае Воля постоянно вредит самой себе, а справедливость торжествует, когда преступление совершено, так как метафизический индивид является одновременно и жертвой и палачом. Шопенгауэр подробно рассматривает самоубийство, отмечая, что оно не разрушает Волю или какую-либо её часть, поскольку смерть является лишь концом одного конкретного явления Воли, которое впоследствии перестраивается.
Аскетизм, конечный итог ослабления Воли, может ослабить индивидуальную волю, что является, по мнению Шопенгауэра, гораздо более значительным, чем насильственное самоубийство, которое по сути, в некотором смысле, утверждение воли.
В окончательном выводе о том, как можно вести сносную жизнь не ликвидируя желание, поскольку это приводит к скуке, Шопенгауэр предлагает стать сторонним наблюдателем собственной воли и постоянно понимать, что большинство желаний останутся невыполнимыми.

### Критика Кантовской философии (Приложение)
В конце четвёртой книги Шопенгауэр прилагает подробное обсуждение достоинств и недостатков философии Канта.
Шопенгауэрова Kritik der Kantischen Philosophie открывается следующей цитатой из «Эпохи Людовика XIV» Вольтера: «C’est le privilège du vrai génie, et surtout du génie qui ouvre une carrière, de faire impunément de grandes fautes» («Привилегия истинного гения, и в особенности гения, открывающего новые пределы, совершать огромные ошибки безнаказанно.»)
Величайшей заслугой Канта, по мнению Шопенгауэра, было разграничение между феноменом [Erscheinung] и вещью в себе [Ding an sich], так как между нами и вещами всегда стоит интеллект и мы не можем познать вещи так, как они существуют сами по себе.
Среди недочетов кантовской системы, указывает Шопенгауэр ― ошибочный способ выведения вещи в себе в его «Критике чистого разума». «Кант неправильно вывел вещь в себе … ― он допустил непоследовательность, за которую ему пришлось поплатиться многочисленными и неотразимыми нападками на эту главную часть его учения».
Он утверждает также, что величайшей ошибкой Канта был отказ различения между восприятием, интуитивным знанием и концептуальным, дискурсивным знанием.
Критикуя стремление Канта упорядочить свою философскую систему в соответствии с элегантной архитектонической симметрией, Шопенгауэр описывает двенадцать категорий Канта как «ужасное ложе Прокруста, на которое он уложит все происходящее в мире и в человеке, не останавливаясь ни перед каким насилием и не стесняясь никакими софизмами.»

## II том
Второй том состоит из различных эссе, расширяющих темы, охваченные в первом томе. Он содержит раздумья о смерти и теорию сексуальности, которая рассматривается как проявление Воли к жизни, и лишает людей здравомыслия в их тоске по любимым. Шопенгауэр говорит не только о важной роли сексуальности в жизни человека, но и предлагает собственное предположение о генетике, в которой он утверждает, что люди наследуют свою Волю, а следовательно и характер от отцов, а разум — от матерей, приводя примеры из биографий великих деятелей. Во втором томе также содержатся нападки на современных ему философов: Фихте, Шеллинга и Гегеля.
Содержание Второго тома:

| Первая половина: Учение о наглядном представлении - Глава I. По поводу основного идеалистического взгляда - Глава II. По поводу учения о наглядном, или рассудочном познании - Глава III. О внешних чувствах - Глава IV. О познании a priori Вторая половина: Учение об отвлеченном представлении, или мышлении. - Глава V. Об интеллекте без разума - Глава VI. По поводу учения об отвлеченном познании, или познании разумом - Глава VII. Об отношении наглядного познания к отвлеченному - Глава VIII. По поводу теории смешного - Глава IX. По поводу логики вообще - Глава X. По поводу силлогистики - Глава XI. По поводу риторики - Глава XII. По поводу наукословия - Глава XIII. По поводу методологии математики - Глава XIV. Об ассоциации мыслей - Глава XV. О существенных недостатках интеллекта - Глава XVI. О практическом применении разума и о стоицизме - Глава XVII. О метафизической потребности человека | - Глава XVIII. О познаваемости вещи в себе - Глава XIX. О примате воли в самосознании - Глава XX. Объективация воли в животном организме - Глава XXI. Ретроспективный взгляд и общие соображения - Глава XXII. Объективное рассмотрение интеллекта - Глава XXIII. Объективация воли в бессознательной природе - Глава XXIV. О материи - Глава XXV. Трансцендентные соображения о воле, как вещи в себе - Глава XXVI. По поводу телеологии - Глава XXVII. Об инстинкте и творческом влечении - Глава XXVIII. Характеристика воли к жизни |

| - Глава XXIX. О познании идей - Глава XXX. О чистом субъекте познания - Глава XXXI. О гении - Глава XXXII. О безумии - Глава XXXIII. Отрывочные замечания о красоте в природе - Глава XXXIV. О внутренней сущности искусства - Глава XXXV. К эстетике архитектуры - Глава XXXVI. Отдельные замечания по эстетике изобразительных искусств - Глава XXXVII. К эстетике поэзии - Глава XXXVIII. Об истории - Глава XXXIX. К метафизике музыки | - Глава XL. Предисловие - Глава XLI. Смерть и её отношение к неразрушимости нашего внутреннего существа - Глава XLII. Жизнь рода - Глава XLIII. Наследственность свойств - Глава XLIV. Метафизика половой любви - Глава XLV. Об утверждении воли к жизни - Глава XLVI. О ничтожестве и горестях жизни - Глава XLVII. К этике - Глава XLVIII. К учению об отрицании воли к жизни - Глава XLIX. Путь спасения - Глава L. Заключение |

## Влияние
Выход в свет книги Шопенгауэра был встречен почти полным молчанием, которое продлилось несколько десятилетий. Исключением были только Гёте и Жан Поль. Гёте приступил к чтению magnum opus Шопенгауэра сразу после его появления «с прилежанием, какого она (Оттилия фон Гёте) за ним не замечала прежде». Гёте говорил своей невестке о радости, какую доставляет ему это чтение и о том, что он собирается читать книгу подряд, вопреки обыкновению выбирать отрывки по своему вкусу. Влияние, которое идеи Шопенгауэра оказали на Гёте, просматривается в поэтическом цикле «Первоглаголы. Учение орфиков» (Urworte. Orphisch) и в «Разговорах с Гёте в последние годы его жизни, 1823—32» Эккермана («Gespräche mit Goethe in den letzten Jahren seines Lebens, 1823-32»).
В годы, когда труд Шопенгауэра почти полностью игнорировался, Жан Поль писал о нём: «Мир как воля и представление» — гениальное философское, умное и многостороннее сочинение, полное остроумия и глубокомыслия, но часто безутешное и бездонное, сравнимо с меланхоличным озером в Норвегии, над которым не пролетит птица, не проплывет облако, в темном кольце стен которого, среди крутых скал никогда не проглядывает солнце — и только в глубине отражается звездное небо". Шопенгауэр на это отозвался комментарием: «похвала одного гения полностью вознаграждает за пренебрежение бездумной толпы».
Только в последние два десятилетия жизни он получил долгожданную известность. Шопенгауэр стал наиболее влиятельным философом в Германии накануне Первой Мировой войны. Его труды особенно привлекали художников. Ни один из философов не придавал такого значения искусству: четверть «Мира как воля и представление» посвящена эстетическим воззрениям Шопенгауэра. Рихард Вагнер стал горячим приверженцем Шопенгауэра (влияние Шопенгауэра на Тристана и Изольду), Густав Малер отзывался о книге как «самом глубоком произведении о музыке, какое он когда-либо встречал». Философская система Шопенгауэра оказала существенное влияние на Томаса Манна, Германа Гессе, Хорхе Луис Борхеса, Льва Толстого, Лоуренса и Сэмюэла Беккета.
«Мир как воля и представление» стал «откровением» для философов Фридриха Ницше и Филиппа Майнландера. Ницше писал: «Я среди тех читателей Шопенгауэра, кто перевернув лишь одну страницу, уже знает, что прочтет все остальные и вслушается в каждое сказанное им слово».
Чарльз Дарвин цитирует «Мир как воля и представление» в «Происхождении человека». В работе Шопенгауэра можно найти идеи, созвучные теории эволюции, к примеру, что половой инстинкт оплодотворения есть инструмент природы для обеспечения жизнеспособности потомства. Шопенгауэр был трансформистом, опираясь на очевидное доказательство истинности теории эволюции — гомологическое сродство внутренней структуры позвоночных.
Альберт Эйнштейн называл Шопенгауэра гением и высоко ценил его взгляды на пространственно-временные отношения, principium individuationis. Шредингер испытывал влияние Шопенгауэра на протяжении всей жизни.
Ценность этой работы широко дискутируется. Некоторые оценивают Шопенгауэра как одного из наиболее оригинальных и вдохновляющих философов, в то время как другие находят его непоследовательным и слишком пессимистичным. Шопенгауэр оказал огромное влияние на психоанализ и работы Фрейда. Некоторые исследователи даже сомневаются в утверждении Фрейда, что он не читал Шопенгауэра до своей старости. В понятии подсознания присутствует «воля» Шопенгауэра, и теория безумия согласуется с этим. Рассуждения Шопенгауэра о языке и этике оказали огромное влияние на Людвига Витгенштейна. Некоторые рассматривают значение Воли как близкую к классическим примерам монизма. Шопенгауэр также развивал некоторые идеи, которые можно найти в теории эволюции, до того, как Дарвин начал публиковать свои работы, например то, что жизнь стремится к порождению новой жизни, но он считал виды фиксированными. В современном понимании, можно сказать, что он уважал права животных, включая проблему вивисекции. Современные активисты прав животных обращаются к его текстам.

## Критика
Шопенгауэр в своей работе приводит немецкие народные песни (такие, как песни из сборника «Волшебный рог мальчика», в частности, «О, Бремен, должен я тебя покинуть»), в качестве примера творчества «одухотворённых извне», но в целом «ничем особо не примечательных индивидов». Как отмечает проф. Хайнц Рёллеке, в случае с последней в роли «неизвестного и не особо талантливого индивида» выступил не кто иной, как Ахим фон Арним, создавший своё произведение на основе двух ранее известных песен.